# Pezicula myrtillina
Pezicula myrtillina är en svampart som beskrevs av P. Karst. 1871. Pezicula myrtillina ingår i släktet Pezicula och familjen Dermateaceae.  Arten är reproducerande i Sverige. Inga underarter finns listade i Catalogue of Life.